# 3076 Garber
A 3076 Garber (ideiglenes jelöléssel 1982 RB1) a Naprendszer kisbolygóövében található aszteroida. Oak Ridge Observatory fedezte fel 1982. szeptember 13-án.